# Джебель-Шаммар в Первой мировой войне
Джебель-Шаммар вступил в Первую мировую войну в 1914 году на стороне Центральных держав. Эмират выступил против Неджда и Хасы и королевства Хиджаз, поддерживаемых Великобританией.

## Предпосылки
Эмират находился в вассальной зависимости от Османской империи с 1876 года. В 1901 году британский Кувейт был захвачен Джебель-Шаммаром в соответствии с османским соглашением.

## Вооружённые силы
По различным оценкам, в эмирате Джебель-Шаммар насчитывалось 20 000 военнослужащих, в основном пехотинцев. 5 000 человек приходилось на конные войска, которые использовали верблюдов или лошадей для совершения набегов. Чтобы помочь эмирату бороться с арабскими повстанцами, в рамках различных соглашений и договоров, Османская империя отправляла партии винтовок и другого стрелкового оружия. Примечательно, что эмират также принимал и немецкие пулемёты, которые были сильным дополнением к его арсеналу.

## Участие в войне
С началом Первой мировой войны в 1914 году эмират Джебель-Шаммар вступил в войну на стороне Центральных держав, надеясь получить поддержку со стороны Османской империи и Германии, с целью защитить свой территориальный суверенитет.
24 января 1915 года войско эмирата во главе с Ибн Рашидом и армия Ибн Сауда из Неджда и Хасы столкнулись в битве при Джаррабе. Несмотря на потерю конницы, пехота Ибн Рашида одержала победу. Ибн Сауд потерпел поражение в битве. Причиной этого, как указывается арабскими и британскими источниками, стал уход племени Аджман во главе с Дайданом ибн Хитлином с поля боя. В бою был убит британский исследователь Кувейта Уильям Шекспир. Поражение Неджда и смерть Уильяма Шекспира ухудшили отношения между британцами и Ибн Саудом, изменили ход восстания арабов против Османской империи, привели к битве при Канзане между ихванами и племенем Аджман, и падению недавно появившегося престижа Ибн Сауда.
В 1916 году Сауд ибн Салих отправился с войском из Хаиля в Касим с целью захватить Бурайду, чтобы вернуть себе контроль над провинцией, однако потерпел неудачу. В 1917 году Джебель-Шаммар начал войну против Хиджаза, ставшего союзником Британской империи. С началом арабского восстания османы решили, что им нужен арабский лидер для противостояния Хиджазу. Войска эмирата поддерживались османами как финансово, так и материально. Из-за небольшого расстояния между Джебель-Шаммаром и Турцией, помощь и подкрепления, отправляемые османами, шли меньше времени по сравнению с британской помощью в Хиджаз.
К апрелю 1918 года, когда уже был взят Иерусалим, англичане больше не нуждались в ликвидации Джебель-Шаммара. Ибн Сауд был разочарован. 5 августа 1918 года началась кампания против Джебель-Шаммара, в которой участвовал Гарри Филби, составивший о ней подробный отчёт. В сентябре 1918 года 5-тысячное войско ихванов двинулось под своим знаменем к Хаилю. В это же время обострялась обстановка на границе с Хиджазом из-за оазиса Эль-Хурма, поскольку Хиджаз заключил мир с Хаилем. Когда Джебель-Шаммар был близок к капитуляции, Великобритания решила, что завоевание Хаиля вызовет негативную реакцию со стороны короля Хиджаза Хусейна, и приказала свернуть кампанию. Ибн Сауд был в ярости, однако понял, что англичане уже не заинтересованы в его действиях против Хаиля, тем более в завоевании им Джебель-Шаммара.

## Последствия
После окончания Первой мировой войны в 1918 году локальные бои между Ибн Рашидом и Ибн Саудом продолжались. После распада Османской империи оба эмира надеялись расширить свои владения на другие регионы. Война оставила Ибн Рашида без союзника и способствовала его ослаблению по отношению к своему сопернику Ибн Сауду. С 1918 по 1920 год эмиры Хаиля пытались вступать в переговоры с Хашимитами в Хиджазе и Аль Сабахами в Кувейте, которые начали осознавать угрозу, которую представляет Ибн Сауд, особенно после того, как стало ясно, что поддержка Великобритании во время войны значительно укрепила его позиции. Хоть эти переговоры и позволили разрушить изоляцию Рашидидов после войны, они не привели к каким-либо совместным военным действиям против Ибн Сауда. Нападение на Хаиль началось с того, что на племя Шаммар, решительных сторонников Рашидидов, было оказано экономическое давление, путём отказа в доступе к рынкам в Эль-Хасе, которые уже подпали под контроль Ибн Сауда. Последовали военные перестрелки и посягательства на оазисы Джебель-Шаммара.
Когда осенью 1920 года военное давление начало сопровождаться внутренними спорами о престолонаследии в Хаиле, падение власти Рашидидов в центральной Аравии стало неизбежным. Благодаря британским субсидиям и боеприпасам, в 1921 году Ибн Сауд смог захватить Хаиль. В августе 1921 года Ибн Сауд осадил столицу Рашидидов 10-тысячным войском. 2 ноября 1921 года, после того, как саудовские силы взяли под свой контроль Хаиль, эмир Джебель-Шаммара сдался войску Ибн Сауда, после чего Джебель-Шаммар присоединился к Неджду и Хасе, образовав султанат Неджд. С падением Джебель-Шаммара власть Ибн Сауда распространилась на северные части Неджда. Падение эмирата положило конец перспективе превращения этой державы в крупную политическую силу в Аравии XX века. Исследователь Гертруда Белл отметила: «Завоевание Хаиля будет иметь далеко идущие последствия. Это приведёт Ибн Сауда в театр трансиорданской политики…».